# Bahnstrecke Stalingrad–Wladimirowka
| Stalingrad–Wladimirowka | Stalingrad–Wladimirowka |
| ----------------------- | ----------------------- |
| Spurweite:              | 1435 mm (Normalspur)    |
|                         |                         |

Karte der Strecke

Die Bahnstrecke Stalingrad–Wladimirowka wurde als strategische Bahnlinie während des Zweiten Weltkrieges in der Sowjetunion erbaut. Am 12. September 1941 beschlossen das Zentralkomitee der WKP (B) und der Rat der Volkskommissare der UdSSR den Baubeginn der Bahnstrecke zwischen Stalingrad, dem heutigen Wolgograd, und Wladimirowka, heute Teil von Achtubinsk unter dem Titel Eisenbahnprojekt Nr. 10.
Trotz häufiger deutscher Luftangriffe wurde die Strecke in nur 72 Tagen erbaut und am 27. Dezember 1941 in Betrieb genommen. Die Stalingrad-Wladimirowka-Eisenbahn war die Hauptverkehrsader zum Transport von Arbeitskräften, Ausrüstung und Munition nach Stalingrad in den Jahren 1942–1943 und spielte eine große Rolle beim Sieg der Roten Armee in der Schlacht von Stalingrad.